# Guillermo Valencia Salgado
Guillermo Valencia Salgado (Montería, 18 de noviembre de 1927-Montería, 29 de diciembre de 1999) fue un músico, investigador del folclor, poeta, cuentero y escritor colombiano, más conocido como "el compae goyo" gracias a uno de los personajes que con más éxito interpretó. Su obra se centra en el rescate de las tradiciones y la esencia del hombre y la mujer "sinuanos" (habitante de la zona aledaña al Río Sinú en el nor-occidente colombiano).

## Biografía

### Infancia y juventud (1927-1953)
Nace en el corregimiento de El Sabanal en la ciudad de Montería (Colombia) el 18 de noviembre de 1927, hijo de doña Dálila Salgado de Hoyos. Cursó sus primeros estudios en el Instituto del Sinú de Montería y en el Liceo de Bolívar de Cartagena, y luego cursó el primer año de Derecho en la Universidad de Cartagena.
A comienzos de los años 1950, se da a conocer en la "Radio Colonial" de la ciudad de Cartagena con el personaje "el compae goyo", un campesino que, en palabras de Eduardo Pastrana Rodríguez, "aplica azotainas de pringamoza a los tío tigre de la política, a la tía zorra de la usura y la explotación, a los tía culebra mapaná del engaño y la corrupción administrativa" y, en palabras de Antonio Mora, "entre chiste y chiste, le decía sus verdades a los enemigos de Juan Pueblo, y le reclamaba a los tío tigre del gobierno y a los tío zorro de la política por las desventuras del tío conejo campesino que él representaba". El nombre de este personaje lo acompañaría hasta sus últimos días.
En esa misma época, en reuniones frente al mar con sus amigos de bohemia, empezó a crear un ritmo musical "a partir del porro sinuano o pelayero con gran influencia antillana", que sería llamado "El Sinuanito", y que perfeccionaría durante su vida en Bogotá. Muchas de sus composiciones serían grabadas posteriormente por Antonio Vanderbilt.

### Bogotá (1954-1961)
En marzo de 1954, viaja a la ciudad de Bogotá, presentando los libretos de su programa radial a personalidades de la Radio Continental y la Radiodifusora Nacional, hasta dar con Julio Echeverry Saavedra, compañero de Ana Mojica, quien lo anima a presentarse en vivo en la Televisora Nacional. En Bogotá, se encuentra con su amigo Álvaro García Pombo, con quien vive en diferentes pensiones del centro de la ciudad y con quien comienza a trabajar su proyecto artístico.
"Ambos recurrieron al Kiko Maussa, de quien sabían estaba trabajando con Manuel y Delia Zapata en un programa televisivo en el que el Kiko hacía el papel de San Pedro Claver. Para ese entonces, el español Miguel Ayuzo, encargado de clasificar los programas en T.V., estaba perdidamente enamorado de Delia, de tal forma que los libretos de 'Acuarelas Costeñas' fueron aprobados sin mayores dificultades... 'Acuarelas Costeñas' es entonces el primer programa televisivo que entra a rescatar el folclor regional, presentando un cuadro de estampas de la costa Caribe (colombiana). El grupo narraba historias y hechos destacados tales como: el velorio, el curandero de culebras, y el cantador de décimas, entre otros".
Valencia Salgado, junto a García Pombo, actuaría en obras de teatro televisadas tales como "Chonta" (1955), dirigida por Bernardo Romero Lozano, y obtendría el premio "Nemqueteba", otorgado por la Televisora Nacional a "Luis Alonso Linares" (Guillermo Valencia Salgado), como libretista de 'Acuarelas Costeñas'.
En Bogotá, comienza a reunirse con otros amigos costeños tales como Álvaro Mendoza Cabrales "el cucaracho", Octavio Valencia Molina "el compae Manué", Rita Anaya, Beatriz Aristihieta y Blanquita Sierra, y, en el año de 1956, se presenta ante el maestro Gerardo Molina, librepensador y rector de la Universidad Libre, con el propósito de culminar sus estudios de Derecho. Esta institución promovía la libertad de investigación y de enseñanza, y se preciaba de ser un espacio de discusión de ideas. Por esto mismo, Gerardo Molina se vería obligado a renunciar a su cargo como rector, ante la presión del cardenal Crisanto Luque, quien lo acusaba de "...ser un peligro para las creencias religiosas y católicas de los estudiantes". Dice Albio Martínez:
"La relación de amistad del Goyo con el rector Gerardo Molina fue estrecha. La empatía fue excelente. Al rector le gustaban las manifestaciones folclóricas y la poesía, y el joven sinuano sentía una gran admiración por el hombre que pregonaba las ideas liberales y marxistas, y con reciedumbre defendía la rebeldía de sus muchachos".
Entre 1956 y 1957, Valencia Salgado aprueba su segundo año de Derecho, aprovechando una asignación salarial que se le ofrece por realizar actividades de divulgación cultural. Sin embargo, por presiones familiares, se traslada a Barranquilla en el año 1958, donde cursa su tercer año en la Universidad Libre, seccional Barranquilla, y se gesta Pedro María, su primer hijo, en el vientre de Mirita Movilla. Ya en esa época era reconocido por "haber ganado con el poema 'Luz Marina préstame tu corona', un concurso de poesía en Viena (Austria) auspiciado por la revista 'Mundo Estudiantil', órgano de divulgación de la 'Unión Internacional de Estudiantes'". La persecución de que es víctima por parte del ofendido padre de Mirita Movilla lo motiva a regresar a la ciudad de Bogotá en mayo de 1959.
En el año de 1959, en una de las parrandas costeñas organizadas por la familia Bazanta Vides, Valencia Salgado conoce a Pablo López. En estas reuniones, cantadores, gaiteros, bailarines, artistas y poetas, recreaban el folclor de la costa. Entre ellos se encontraban Guillermo Valencia, Álvaro García, Kiko Maussa, Eudhes Asprilla y Totó la momposina, entre otros. Dice Albio Martínez sobre los poemas que Valencia declamaba: "El Hombre" era una dignificación de "la condición humana, era un rotundo rechazo a la dictadura de Rojas imperante desde 1953", y 'Préstame tu corona, Luz Marina' era "latigazos ardientes que carcomían las espaldas de quienes ocultaban la miseria del pueblo, con la obtención de la corona de Miss Universo por la belleza manizalita". En cuanto a los músicos que ejecutaban la caja, así los describía Valencia Salgado:
"Sus manos eran dos combas
rellenas de piel tensá.
Sus dedos amortiguaban
el retumbar del sonido,
porque en vez de manos eran
relámpagos encendidos
los que violaban la noche
sin levantarle el vestido".
En 1960, cursa su cuarto año de Derecho y, junto a Pedro García (cantante), Pablo López (caja), Kiko Maussa (guitarra), Reynaldo López (guacharaca), Alejandro Gómez (acordeón) y Miguel Garcerán (dulzaina), Guillermo Valencia (tumbadora) formaría el grupo musical de la Universidad Libre. Los cantos de este conjunto muestran el amor de Valencia Salgado hacia su Universidad:
"Aquí la libertad nace
porque todos la respetan
por eso la Libre es libre
y con ella no se metan".
En junio de 1960, el conjunto de la Universidad Libre fue invitado al Festival Folclórico en la ciudad de Ibagué, y durante el viaje en bus hacia esta ciudad, Valencia compuso su "Canto al Tolima":
"Pueblo, escucha:
eres de mi patria hermosa
fuerte espina y dulce rosa
y olvida el rencor.
Nunca pudo un tolimense
cantarle a su propio llanto
como el llanto que hoy se siente
por el Gualanday bajando
Pueblo, escucha
te canta un costeño amigo
para que ese Dios divino
te traiga la paz.
Canto y rezo
para que Tolima
sueñe que de la montaña
viene dulce libertad"
La canción fue interpretada junto a "La cumbia cienaguera", "La sampuesana" y otras canciones del folclor de la costa Caribe, y la presentación fue tan exitosa que fueron sacados en hombros y con desfile en carro de bomberos. En 1961, la Universidad Javeriana realiza un concurso folclórico interuniversitario, con un jurado conformado por Garzón y Collazos, y el maestro José A. Morales, y el conjunto de la Libre obtiene el primer puesto. Ese mismo año, Valencia finaliza académicamente sus estudios de Derecho.

### Córdoba y Sucre (Años 60)
En 1961, Valencia Salgado regresa al departamento de Córdoba, en donde ejerce su carrera de Derecho, pero es igualmente reconocido como declamador y poeta, e invitado a diferentes recitales organizados por la Secretaría de Educación, la Biblioteca Departamental y los colegios de la ciudad.
Durante los años 60, en Montería, se reúne en tertulias político-culturales con intelectuales de la época, casi todos miembros del movimiento político MRL, como Benjamín Puche Villadiego, Rafael y Roberto Yances Pinedo, Hernando Santos Rodríguez, Edgardo Nieto Visbal, Maximiliano Buelvas de la Ossa y Antonio Mora Vélez. Crea la escultura conocida como "El Boga", que es destruida a martillazos debido a que un sacerdote la critica por su desnudez. Trabaja como juez en el municipio de Tierralta (Colombia), en donde se hace famoso por resolver los problemas buscando conciliación entre las partes por fuera del juzgado. Y trabaja como docente en el Instituto Nacional Simón Araújo, en la ciudad de Sincelejo, donde además organiza diversas actividades culturales.
Entre 1966 y 1967, organiza el "Festival del Río", evento que aspira reemplace a las "Corralejas", que en su concepto ya no eran una muestra folclórica sino un negocio, idea que no tiene el efecto esperado.

### Montería (Años 70 - Años 90)
A comienzos de los años 70, trabaja como profesor de la Universidad de Córdoba y, desde 1973, se convierte en profesor de Español del INEM de Montería.
En el año de 1975, se funda el grupo literario El Túnel, que se convertiría en una de las instituciones culturales más importantes de la Costa Caribe Colombiana durante finales de los setenta y los ochenta. Guillermo Valencia Salgado es invitado a hacer parte del grupo, y son sus integrantes quienes lo estimulan a escribir y publicar su obra. Como resultado, publica "El Sinú y otros cantos" (Montería, 1981), "Murrucucú" (Medellín, 1982), "Córdoba: su gente y su folclor" (Montería, 1987) y "Poemas" (Montería, 1990), y es antologado en "Cuentos de El Túnel" (Montería, 1979), libros estos que rescatan su obra literaria y de investigación.
Luego de una penosa enfermedad, Guillermo Valencia Salgado murió en Montería el 29 de diciembre de 1999.

## Influencia cultural
Guillermo Valencia Salgado es un símbolo del folclor de la costa Caribe colombiana, particularmente de la región sinuana. Su labor fue, a la vez, artística y de investigación sobre este mismo folclor. Sus poemas, canciones, cuentos, teoría musical y obras de teatro, se encuentran todas relacionadas con el folclor sinuano. Sobre su labor como investigador del folclor, dijo el propio Valencia Salgado:
"He destripado terrones, vadeado ríos, soportado lluvias y soles caliginosos en mi afán de alcanzar los caminos de mi tierra y estudiar a fondo su folclor con el único propósito de explicárselo a mi gente, a mi país...".

## Obras publicadas

### Libros
- "El Sinú y otros cantos" (Montería, 1981)
- "Murrucucú" (Medellín, 1982)
- "Córdoba: su gente y su folclor" (Montería, 1987)
- "Poemas" (Montería, 1990)

### Antologías
- Cuentos de El Túnel (Montería, 1979)